# エーディンゲン＝ネッカーハウゼン
エーディンゲン＝ネッカーハウゼン (ドイツ語: Edingen-Neckarhausen) はドイツ連邦共和国バーデン＝ヴュルテンベルク州ライン＝ネッカー郡に属す町村（以下、本項では便宜上「町」と記述する）。マンハイムとハイデルベルクの間に位置し、ネッカー川に面している。

## 地理
エーディンゲン＝ネッカーハウゼンはライン＝ネッカー大都市圏に属す。マンハイムの南東約12km、ハイデルベルクの北西8kmのネッカー川左岸に位置する。ネッカー川の対岸は、真向かい（北）がラーデンブルク、北東がドッセンハイム、西がイルフェスハイムである。
町の本体から離れて2つの小さな集落がマンハイムのライナウ・ハーフェン南、ブリュール近郊のライン川沿いに存在する。この集落を介してエーディンゲン＝ネッカーハウゼンは、ラインラント＝プファルツ州の町オッターシュタットと境を接している。

### 自治体の構成
自治体としてのエーディンゲン＝ネッカーハウゼンは、2つの地区から成る。エーディンゲンとネッカーハウゼンである。この2つの地区は、どちらもほぼ同じくらいの面積で、かつてはそれぞれ独立した自治体であった。公式には「エーディンゲン＝ネッカーハウゼン、オルツタイル・○○」と称する（オルツタイル＝「地区」）。
エーディンゲン地区には、エーディンゲン集落の他ノイ＝エーディンゲン、エーディンガー・ホーフが含まれる。ネッカーハウゼン地区には、ネッカーハウゼン集落とヴァイアーホーフが属す。
ノイ＝エーディンゲンはマンハイムのフリードリヒスフェルト地区とともに一つの大きな集落を形成している。境界は両者の真ん中にある標示板でそうと分かるだけである。

## 歴史
エーディンゲンとネッカーハウゼンは、穏やかな気候と肥沃な土壌を持つことからケルト時代からすでに入植が始まっていた。
| Edingen      | エーディンゲンは、765年11月17日付のロルシュ修道院の寄贈証書に初めて記録されている。この村はかつてのLopodonum（現在のラーデンブルク）に属していたことが分かる。エーディンゲンの領主権はロルシュの帝国修道院長とヴォルムス司教が有した。12世紀の終わりに村と周辺地区の領主権はプファルツ伯に移され、1802年まで行使された。プファルツ選帝侯領ではエーディンゲンはキルヒハイマー・ツェントに属した。 |
| Neckarhausen | エーディンゲンからわずかに遅れて、ネッカーハウゼンも773年6月26日のロルシュ文書に初めて記録された。14世紀末から1705年まで、ヴォルムス司教本部とプファルツ選帝侯が村と周辺地域の領主権を分け合っていた。この後この村は完全にプファルツ選帝侯となった。 |

1778年にプファルツ選帝侯の宮廷がマンハイムからミュンヘンに移転すると、オーベルンドルフ男爵フランツ・アルベルト（1720年 - 1799年）が選帝侯カール・テオドールの代官としてマンハイムを治めた。その褒賞として彼は1790年に帝国伯に昇格した。ネッカーハウゼンは、この新しい貴族家の所領となり、世襲領とされた。この家系の最後の男性オーベルンドルフ伯アルフレート（1870年 - 1963年）はソフィアやワルシャワで大使を務め、1918年11月には外務省代表としてコンピエーニュで休戦条約締結に臨んだ。彼もまたこの土地の墓地に埋葬されている。
エーディンゲンとネッカーハウゼンは1689年にプファルツ継承戦争のため焼き払われた。プファルツ選帝侯家が廃止された後、1803年に両村はバーデンとなった。エーディンゲンはシュヴェツィンゲン管区、ネッカーハウゼンはラーデンブルク管区に属した。両者は後にいずれもアムツベツィルク・マンハイム、後のマンハイム郡に移管された。
1849年のバーデン革命では、ネッカーハウゼンとそのネッカー川に架かる橋は革命軍の対プロイセン闘争の橋頭堡であった。ネッカーハウゼンの村長は革命軍を支持したため、後に3か月間の監獄刑に処せられた。
集落本体とは離れた場所に、1900年頃にFRIATEC社が進出し、これによりフリードリヒスフェルトの住宅地のすぐ隣にノイ＝エーディンゲン入植地が新たに造られた。
政治的には1871年からエーディンゲンでは国民自由党が最も有力な政党であった。1903年にこの地位は社会民主党に替わった。ヴァイマル共和政の間は左派政党が常に多数を占めたが、その解散後1924年から中央党が多数党となった。1932年にはNSDAPが第一党となり、1933年には33%の票を獲得した。
ネッカーハウゼンでは中央党が選挙協力を結びながらも1871年から1933年まで最有力政党であった。ただし1919年から1920年までは社会民主党がこの地位を奪った。
第二次世界大戦後、エーディンゲンとネッカーハウゼンはアメリカの管理区域に属した。バーデン大公国は廃止され、この町は新しく創設されたヴュルテンベルク＝バーデン州に組み込まれ、1952年からバーデン＝ヴュルテンベルク州となった。1973年のバーデン＝ヴュルテンベルク州の郡域再編の時代にマンハイム郡が廃止され、2つの町は新たに設立されたライン＝ネッカー郡に組み込まれた。1975年5月3日に市町村再編の一環としてエーディンゲン＝ネッカーハウゼンとして合併した。
| 人口推移   | 1961   | 1970   | 1991   | 1995   | 2000   | 2005   | 2010   | 2015   |
| ---------- | ------ | ------ | ------ | ------ | ------ | ------ | ------ | ------ |
| 人口（人） | 10,382 | 13,026 | 14,161 | 13,834 | 13,843 | 13,905 | 14,379 | 13,959 |

### 宗教
選帝侯オットハインリヒは1556年に宗教改革を敢行した。プファルツ選帝侯領の下で7つの宗派を渡り歩いた後、18世紀の初めから、どちらの地区においてもプロテスタント信者とカトリック信者の数はほぼ同数である。エーディンゲンではわずかにプロテスタントが優勢、ネッカーハウゼンではわずかにカトリックが優勢である。エーディンゲンには1963年から新使徒派教会がある。

## 行政

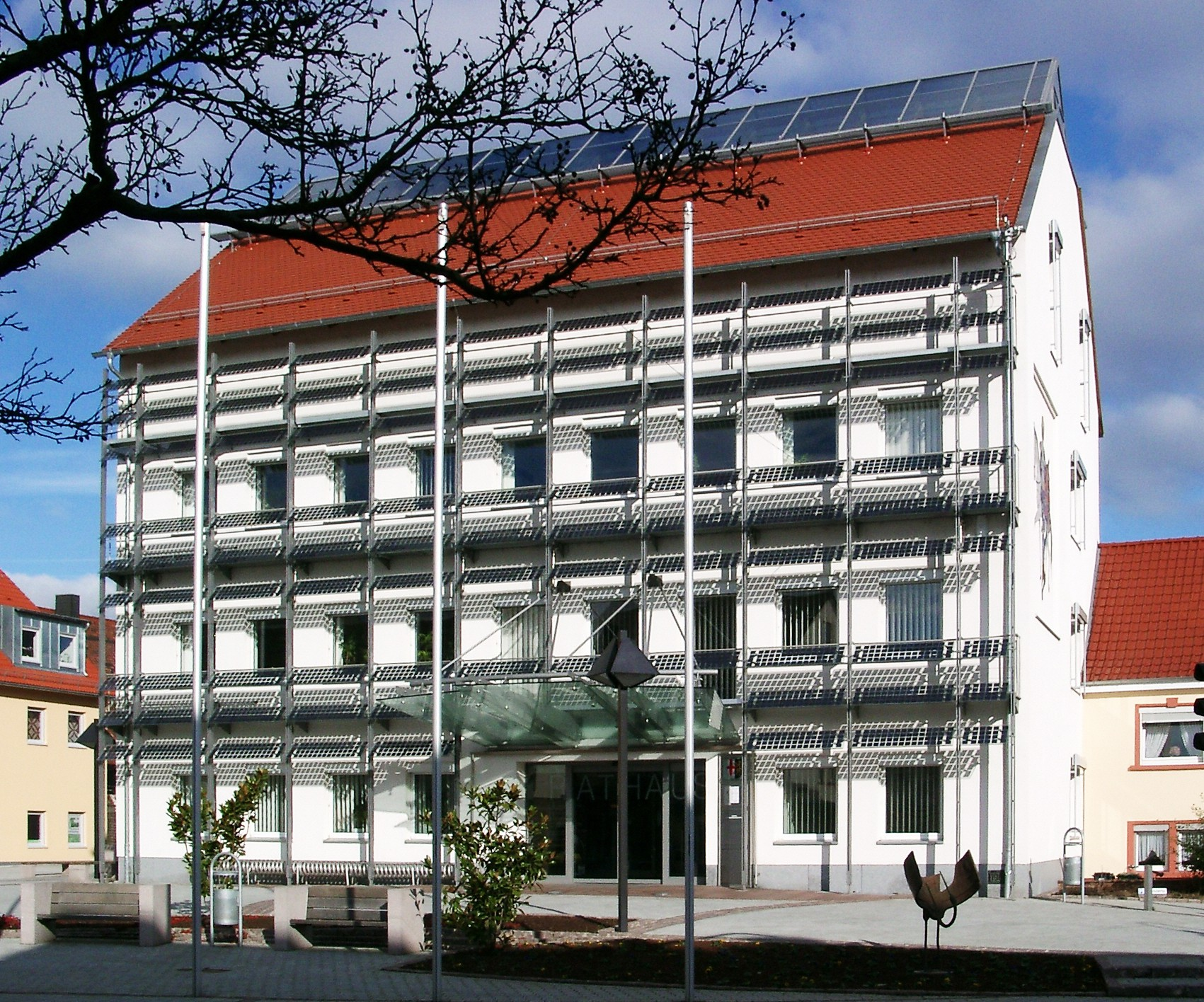
エーディンゲンに建つ町役場

### 議会
エーディンゲン＝ネッカーハウゼンの議会は、5年ごとの直接選挙で選出される22人の議員からなる。これに首長が議長として加わる。

### 首長
2015年11月8日の選挙でジーモン・ミヒラー (CDU) は新たな町長に選出された。彼は2016年1月11日から町長に就任した。

### 紋章
図柄: 銀地と黒地に左右二分割。向かって左は端から端まで貫く下端が鋭く尖った赤い十字。向かって右は赤い爪、赤い舌の金の獅子。
この町の紋章はエーディンゲンとネッカーハウゼンに関係する意匠を組み合わせて新たに制定されたものである。ロルシャー・クロイツはロルシュ修道院との歴史的関係を思わせる。プファルツの獅子は、元々ネッカーハウゼンの紋章に描かれていた。
旗は、赤 - 白で、1977年に紋章とともにライン＝ネッカー郡当局の認可を得た。

### 友好都市
- Plouguerneau（フランス、フィニステール県）1967年

## 文化と見所

### 自然文化財
ネッカー川河畔

### 建築

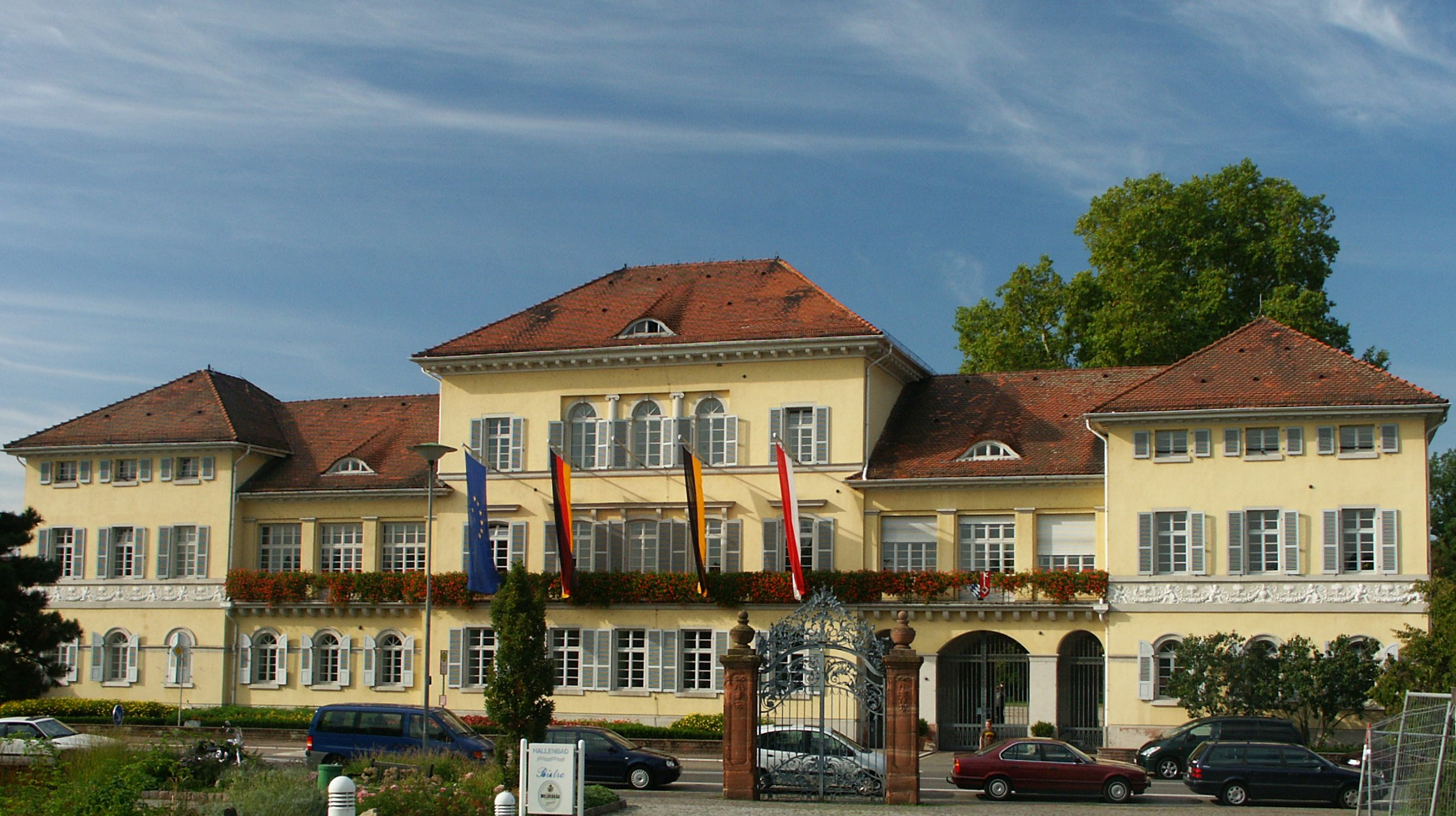
ネッカーハウゼン城

ネッカーハウゼンに建つオーベルドルフ伯の疑古典主義様式の城館は17世紀の初めにツルン・ウント・タクシス家の宿駅として建設された。この建物は時代とともに何度も拡張を繰り返した。現在の外観は、1910年から1911年のオーベルドルフ伯フリードリヒによる増築によるものである。1960年以降城館は行政庁舎として用いられていた。西側は、イギリス式庭園がある。

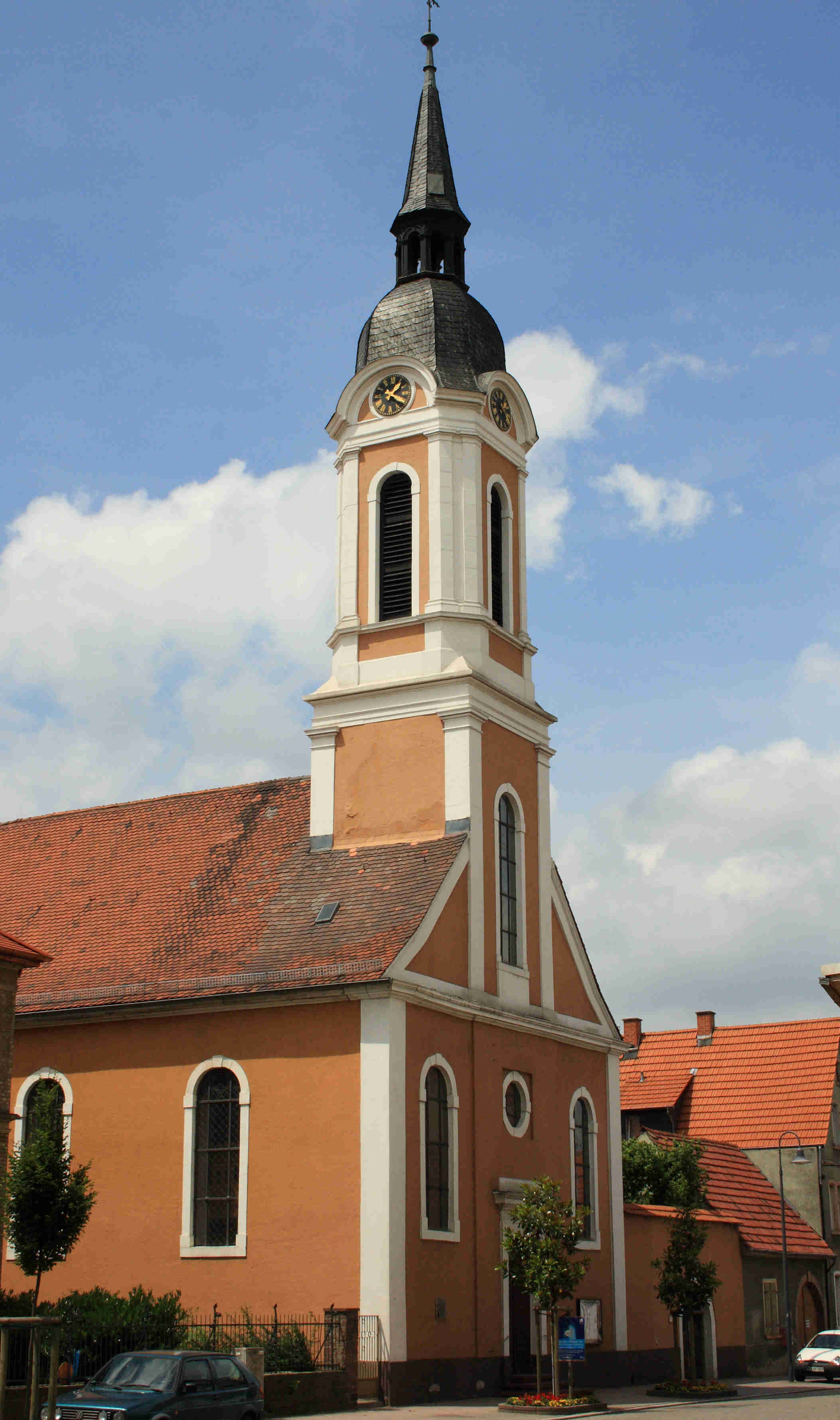
エーディンゲンのプロテスタント教会

バロック教会は、オーベルンドルフ伯の援助により建設され、1783年に完成した。その外観からラバリアッティの設計によるものと思われる。長堂に組み込まれた形の塔は、3階にあたる部分に長堂の破風があり、特徴的な擬宝珠型の屋根にアッティカ（屋根と壁の間の部分にレリーフや壁絵を施したもの）を持つ構造である。この建物は1960年に世俗化され、守護聖人の聖アンドレアス像は、すぐ裏側に建てられた新しいカトリック教会に移された。新しい教会の中心部分は、祭壇室の鋼鉄とコンクリートでできた丸屋根に銅の覆いをかぶせた構造である。
プロテスタントのルター教会は1934年に建設された。1964年に、中央の方形の塔ならびに彩色ガラスの壁を持つ2つの脇祭壇を含む大規模な増築が行われた。
エーディンゲンには1792年に建造された9つの鐘を持つ疑古典主義様式プロテスタント教会がある。近くには旧ビール醸造所がある。1995年にそれまで維持されてきた住居部分のオリジナルのファサードが改築された。向かいにある旧城館庭園は現在私立の公園施設になっている。
カトリックの聖ブルーダー・クラウス教会は、18世紀に建てられた聖バルトロメ教会に替わって、1960年に建てられた。

### 博物館
ネッカーハウゼン城は、1995年からエーディンゲン＝ネッカーハウゼンに関するいくつかのテーマに基づき展示品を入れ替えている。常設展示についても計画中である。

### 余暇
- ネッカーハウゼンのプール
- エーディンゲン、ペスタロッツィ＝シューレの小屋内プール
- スポーツ・文化センター
- ボウリング場を持つエーディンゲン体育館
- エーディンゲンおよびネッカーハウゼンのテニス・コート
- ネッカーハウゼンの、Victoria und DJK スポーツクラブの大規模なスポーツ施設
- ネッカーハウゼンの Boule場（ペタンク）

### 年中行事
- ネッカーハウゼンの『Rund ums Schloss』祭（7月の第2週末）
- ネッカーハウゼンの教会祭（9月の第1週末）
- エーディンゲンの教会祭（10月の第1週末）
- ゴッケルフェスト（雄鶏祭、7月の第3週末）
- フィッシャーフェスト（漁師祭、8月の第3週末）

## 経済と社会資本

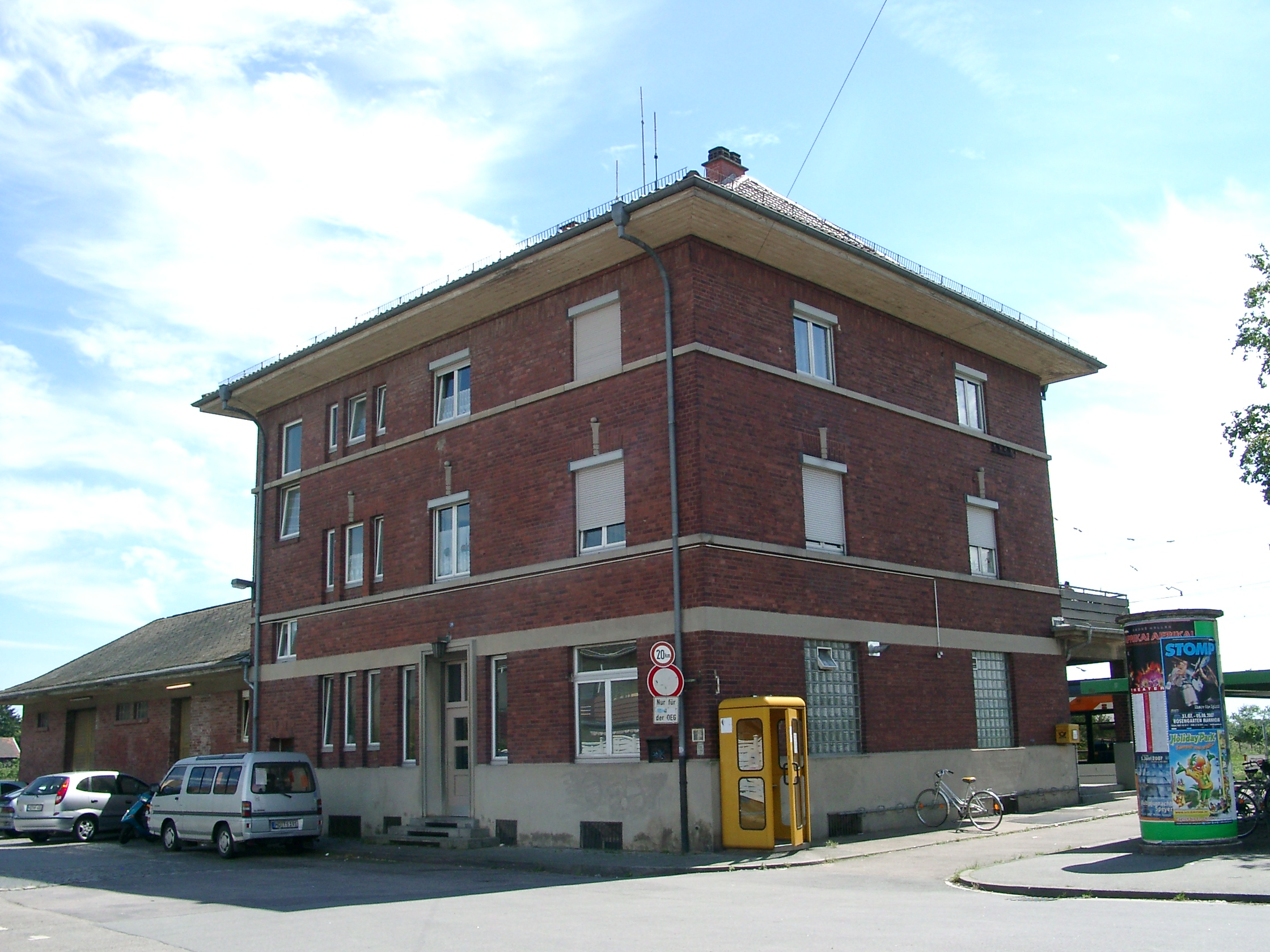
オーバーライン鉄道のエーディンゲン＝ネッカーハウゼン駅

### 交通
この町はマンハイムとハイデルベルクを結ぶ連邦アウトバーンA656号線沿いに位置している。これと並行して州道L637号線（旧連邦道B37号線）が走っている。A656号線を使えば、数分でA6号線やA5号線にアクセスできる。
ネッカー川の対岸にあるラーデンブルクとの間には定期的にフェリーが運航している。また鉄道の橋が架かっており、自転車や人もこの橋を利用することができる。
ライン＝ネッカー交通連盟のサービス提供地域に属すこの町の公共交通機関は、オーバーライン鉄道の路線網がライン＝ネッカー交通により運営されている。
エーディンゲン地区は、市電路線第5系統の路線がマンハイムやハイデルベルクを結んでいる。エーディンゲンからそれぞれの町の中心部へは約30分、20分であり、それぞれの中央駅までは35分、10分の距離にある。エーディンゲンにはMVV OEG AGの駅や信号所、車庫がある。
ネッカーハウゼン地区はバス路線42系統と46系統によりエーディンゲン、ノイ＝エーディンゲン、マンハイム＝ゼッケンハイム区やマンハイム＝フリードリヒスフェルト区と結ばれている。
ノイ＝エーディンゲン地区にはドイツ鉄道のマンハイム＝フリードリヒスフェルト駅がある。軌道施設はすべてマンハイム市内にあるのだが、駅舎はノイ＝エーディンゲン地区に位置している。近郊鉄道はマンハイムやハイデルベルクに至り、マイン＝ネッカー鉄道を経由してダルムシュタットやフランクフルト・アム・マインへ直接向こうこともできる。

### メディア
マンハイマー・モルゲンとライン＝ネッカー＝ツァイトゥングにエーディンゲン＝ネッカーハウゼンのローカルな話題が掲載される。町の行政広報は週毎に発刊される。

### 行政機関
行政活動はエーディンゲン地区に新しく造られた町役場で行われている。ネッカーハウゼン城には住民課と戸籍役場の支所がある。

### 教育
エーディンゲンのペスタロッツィ・シューレとネッカーハウゼンのグラフ・フォン・オーベルンドルフ・シューレはともに、実業学校を併設した基礎課程・本課程学校である。この他に、エーディンゲン＝ネッカーハウゼン市民大学やマンハイム音楽学校の分校がある。どちらの地区にも公立図書館が設置されている。

## 引用
1. ↑  Statistisches Landesamt Baden-Württemberg – Bevölkerung nach Nationalität und Geschlecht am 31. Dezember 2023 (CSV-Datei)
2. ↑  Hauptsatzung der Gemeinde Edingen-Neckarhausen vom 6. Mai 1975, zuletzt geändert am 21. Juli 2004
3. ↑  Das Land Baden-Württemberg. Amtliche Beschreibung nach Kreisen und Gemeinden. Band V: Regierungsbezirk Karlsruhe Kohlhammer, Stuttgart 1976, ISBN 3-17-002542-2. S. 356–357
4. ↑  Herwig John, Gabriele Wüst: Wappenbuch Rhein-Neckar-Kreis. Ubstadt-Weiher 1996, ISBN 3-929366-27-4, S. 51